# Phyllopezus pollicaris
Phyllopezus pollicaris (гекон бразильський) — вид геконоподібних ящірок родини Phyllodactylidae. Ендемік Бразилії. Раніше вважався конспецифічним з Phyllopezus przewalskii.

## Поширення і екологія
Бразильські гекони мешкають в Бразилії, від Мараньяна і Сеара до Гояса. Вони живуть в саванах серрадо, сухих чагарникових заростях рідколіссях чако і каатинга, трапляються в людських поселеннях.